# Le Plessis-Pâté
Le Plessis-Pâté je francouzské město v departementu Essonne, v regionu Île-de-France, 27 kilometrů jižně od Paříže.

## Geografie
Sousední obce: Saint-Michel-sur-Orge, Sainte-Geneviève-des-Bois, Fleury-Mérogis, Brétigny-sur-Orge, Bondoufle, Leudeville a Vert-le-Grand.

## Vývoj počtu obyvatel
Počet obyvatel

## Osobnosti obce
- Achille Libéral Treilhard (1785 - 1855), právník
- Georges L'Hopital (1825 - 1892), politik